# أيدان سميث
أيدان سميث (بالإنجليزية: Aidan Smith)‏ (11 مايو 1997 في المملكة المتحدة - ) هو لاعب كرة قدم بريطاني في مركز الهجوم. لعب مع كوين أوف ساوث.

## وصلات خارجية
- أيدان سميث على موقع قاعدة بيانات كرة القدم.إي يو (الإنجليزية)
- أيدان سميث على موقع Soccerbase.com (لاعب) (الإنجليزية)
- أيدان سميث على موقع Soccerway.com (الإنجليزية)